# Llanuwchllyn

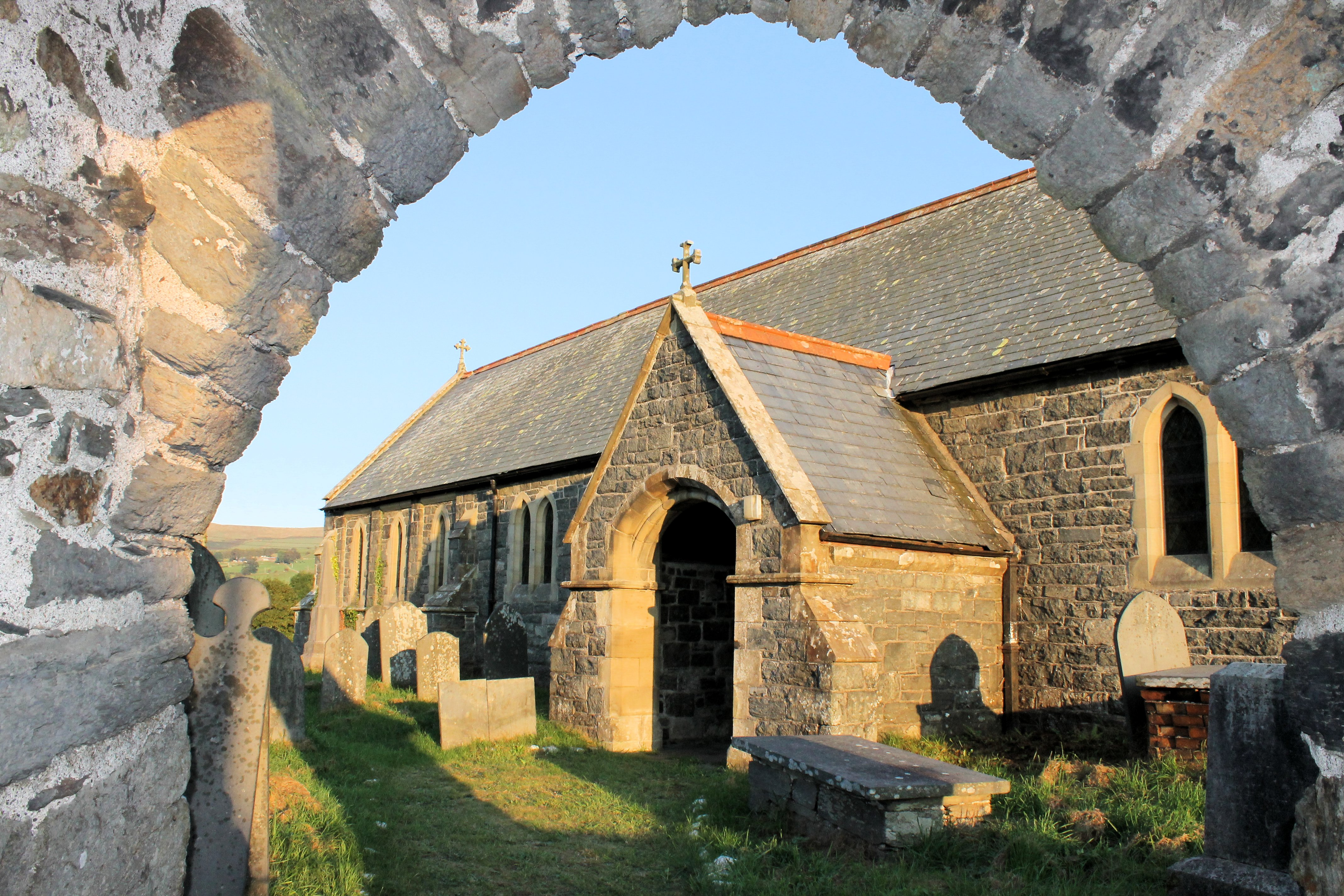
Iglesia de San Daniel de Bangor

Llanuwchllyn es un pueblo y una comunidad en Gwynedd, Gales, al sur del lago Bala (Llyn Tegid). Según datos del censo del Reino Unido de 2001, Llanuwchllyn tenía una población de 834 habitantes, de los cuales el 81% tenía el galés como lengua materna. Las cifras del censo de 2011 dieron 617 habitantes y un 82% de hablantes de galés.
La parroquia de Daniel de Bangor está clasificada como un monumento de grado II.
La localidad es la cuna del autor y pedagogo galés Owen Morgan Edwards.
Caer Gai, un fuerte romano en las inmediaciones de Llanuwchllyn, es también célebre por haber sido la residencia de Cei, un personaje de la leyenda artúrica conocido en inglés como Sir Kay. Los poetas del siglo XV registraron la historia, tomando elementos de la prosa Merlín incluida en el Lanzarote-Grial y en el Ciclo Posvulgata. Según las diversas crónicas, el rey Arturo y Cei crecieron en Caer Gai como hermanos adoptivos. Caer Gai también es un monumento de grado II.

## Gobierno
Existe un distrito electoral (ward) con el mismo nombre. El distrito también incluye a la localidad de Llangywer, con una población de 877 habitantes según el censo de 2011.